# Cerastium viride
Cerastium viride là loài thực vật có hoa thuộc họ Cẩm chướng. Loài này được A.Heller mô tả khoa học đầu tiên năm 1907.